# Elecciones municipales de Cuba de 2015

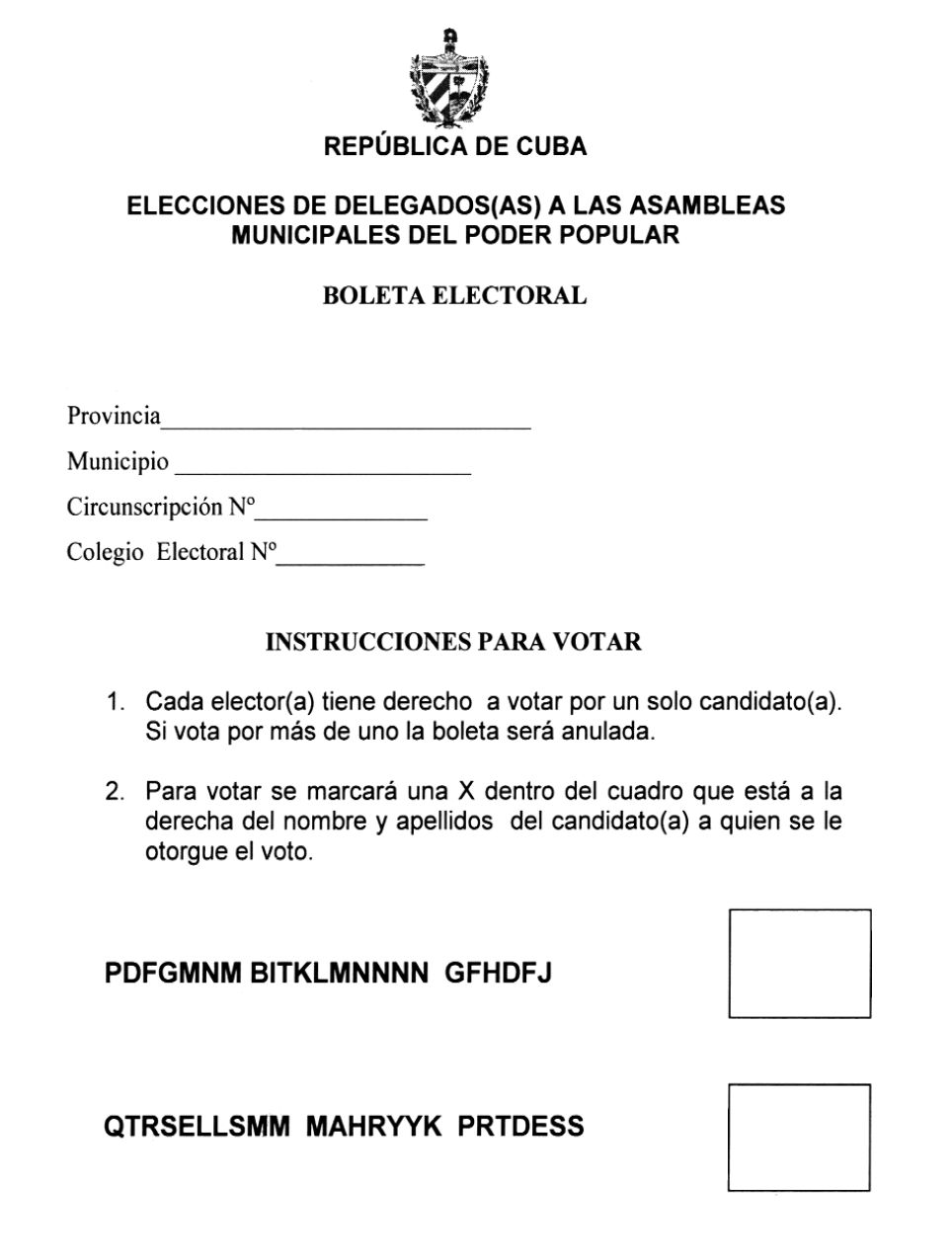
Facsímil de la cédula de votación.

Las elecciones municipales de Cuba de 2015 se celebraron el 19 de abril para elegir a los delegados a las Asambleas Municipales del Poder Popular, órgano superior de poder local que ejerce las funciones estatales y de gobierno en el territorio y cuyos delegados son también nominados para ocupar hasta un 50 por ciento de los escaños en la Asamblea Nacional del Poder Popular. El periodo legislativo se extiende por dos años y medio. La segunda vuelta fue convocada para el 26 de abril en caso de que algún candidato obtuviera menos del 50% de los votos válidos en su respectivo municipio.
La nominación de candidatos se realizó entre el 24 de febrero y el 25 de marzo. En total fueron nominados 27 379 candidatos, de los cuales 9815 corresponden a mujeres (35,84%) y el 59,88% de los delegados incumbentes fueron nominados a la reelección. 19 520 candidatos están afiliados a la CTC (71,30 %), 2249 a la ANAP (8,21 %), y 735 laboran en actividades de la gestión no estatal (2,68 %).
El 1 de abril se inició la exhibición de fotografías e información sobre los candidatos para conocimiento de los votantes. Para esta elección se establecieron 12 589 circunscripciones, en las que funcionaron 24 646 colegios electorales.

## Participación de la disidencia
En estas elecciones municipales se ha revelado que dentro de la nominación de candidatos fueron postulados dos integrantes de la disidencia cubana: Hildebrando Chaviano, periodista independiente, por la circunscripción 7 de Plaza de la Revolución; y Yuniel López, miembro del ilegal Partido Democrático de Cuba, por la circunscripción 111 de Arroyo Naranjo; ambos ubicados en La Habana. Esta acción se considera como la primera participación de la oposición tras el establecimiento de un sistema de partido único, liderado por el Partido Comunista luego de la revolución de 1959.
La postulación de ambos candidatos coincide con el restablecimiento y acercamiento de Cuba con Estados Unidos en diciembre de 2014, en donde el gobierno cubano ha realizado concesiones liberando a disidentes presos. No obstante, el gobierno no ha emitido comentario sobre la participación de estos candidatos opositores. Ambos candidatos fueron derrotados por amplio margen y reconocieron su derrota electoral.

## Resultados
La Comisión Electoral Nacional informó de forma preliminar que más de 7 553 000 cubanos acudieron a votar, por lo que la participación fue del 88,30 %, cifra inferior a la alcanzada en las elecciones de 2012. El 90,52 % de las boletas fueron válidas, el 4,54 % en blanco y el 4,92 % fueron anuladas. Resultaron elegidos 11 425 delegados, mientras que el 26 de abril se llevará a cabo una segunda vuelta en las 1164 circunscripciones donde ninguno de los candidatos obtuvo la mayoría absoluta de las preferencias.
El 59,24 % de los candidatos electos en primera vuelta son militantes del Partido Comunista de Cuba, y el 6,55 % pertenece a la Unión de Jóvenes Comunistas.
Los resultados de la primera vuelta según la Comisión Electoral Nacional son los siguientes:
| Provincia           | Votantes habilitados | Participación | Participación | Válidos   | Válidos | Blancos | Blancos | Nulos   | Nulos | Delegados electos | Circunscripciones a 2a vuelta |
| Provincia           | Votantes habilitados | Votantes      | %             | Votos     | %       | Votos   | %       | Votos   | %     | Delegados electos | Circunscripciones a 2a vuelta |
| ------------------- | -------------------- | ------------- | ------------- | --------- | ------- | ------- | ------- | ------- | ----- | ----------------- | ----------------------------- |
| Pinar del Río       | 442 741              | 414 321       | 93,58         | 371 249   | 89,60   | 25 518  | 6,15    | 17 554  | 4,23  | 897               | 35                            |
| Artemisa            | 377 302              | 344 189       | 91,22         | 299 059   | 86,88   | 18 983  | 5,51    | 26 147  | 7,59  | 656               | 16                            |
| La Habana           | 1 672 062            | 1 410 048     | 84,32         | 1 258 711 | 89,26   | 60 207  | 4,26    | 91 130  | 6,46  | 1091              | 218                           |
| Mayabeque           | 289 309              | 269 089       | 93,01         | 234 707   | 87,22   | 11 734  | 4,36    | 22 648  | 8,41  | 469               | 23                            |
| Matanzas            | 539 570              | 483 652       | 89,63         | 437 173   | 90,38   | 17 427  | 3,60    | 29 052  | 6,00  | 743               | 46                            |
| Villa Clara         | 602 815              | 553 668       | 91,84         | 501 875   | 90,64   | 26 266  | 4,74    | 25 527  | 4,61  | 885               | 104                           |
| Cienfuegos          | 307 913              | 282 666       | 91,80         | 251 944   | 89,13   | 13 977  | 4,94    | 16 745  | 5,92  | 496               | 19                            |
| Sancti Spíritus     | 361 180              | 329 406       | 91,20         | 302 185   | 91,73   | 13 805  | 4,19    | 13 416  | 4,07  | 607               | 41                            |
| Ciego de Ávila      | 323 514              | 295 399       | 91,41         | 272 859   | 92,36   | 10 616  | 3,59    | 11 924  | 4,03  | 520               | 33                            |
| Camagüey            | 571 799              | 518 488       | 90,67         | 474 009   | 91,42   | 20 227  | 3,90    | 24 252  | 4,67  | 809               | 56                            |
| Las Tunas           | 390 335              | 360 813       | 92,43         | 331 951   | 92,00   | 15 604  | 4,32    | 13 258  | 3,67  | 568               | 106                           |
| Holguín             | 760 866              | 692 163       | 90,97         | 625 437   | 90,35   | 38 114  | 5,50    | 28 612  | 4,13  | 1160              | 118                           |
| Granma              | 601 283              | 5844 884      | 90,62         | 495 941   | 91,01   | 27 968  | 5,13    | 20 975  | 3,84  | 861               | 119                           |
| Santiago de Cuba    | 749 474              | 681 662       | 90,05         | 633 905   | 92,99   | 28 305  | 4,15    | 19 452  | 2,85  | 1089              | 117                           |
| Guantánamo          | 354 187              | 321 183       | 90,68         | 299 839   | 93,35   | 11 914  | 3,70    | 9430    | 2,93  | 503               | 101                           |
| Isla de la Juventud | 59 846               | 51 891        | 86,70         | 46 897    | 90,37   | 2765    | 5,32    | 2229    | 4,29  | 70                | 13                            |
| Total nacional      | 8 403 836            | 7 553 522     | 89,88         | 6 837 741 | 90,52   | 343 430 | 4,54    | 372 351 | 4,92  | 11 424            | 1165                          |

La segunda vuelta, realizada el 26 de abril, se realizó en 1166 circunscripciones, debido a que una reclamación establecida en una circunscripción de Santiago de Cuba detectó irregularidades en el proceso, por lo que se sumó al listado de territorios en donde se realizaría balotaje. Una hora antes del cierre de mesas habían votado 941 041 personas.